# Adelaide Clemens
Adelaide Clemens (Brisbane, Ausztrália, 1989. november 30. –) ausztrál színésznő. A Love My Way televíziós sorozatban játszott szerepe miatt 2008-ban Logie-díjra jelölték. 2012-ben Valentine Wannop-ot játszotta az Utolsó angol úriember című BBC-s televíziós minisorozatban. Hollywoodban Clemens megjelent az X-Men kezdetek: Farkas és a Nagy Gatsby című filmekben, valamint főszerepet játszott a Silent Hill – Kinyilatkoztatás horrorfilmben (Heather Mason szerepében). 2013 és 2016 között szerepelt a Rectify televíziós sorozatban.

## Gyermekkora
Clemens Brisbane-ben (Ausztrália) született. Szülei Japánban éltek, de Clemens születésekor Ausztráliában voltak. Két fiatalabb testvére van, Sebastian és Felix. Apja, az angol származású Mark Clemens, aki a Seagram marketingmenedzsere volt, anyja az ausztrál Janea Clemens kardiológus. Az apja karrierje során Clemens 6 éves korában Japánban és Franciaországban, 12 éves koráig pedig Hongkongban élt, ahol a Hongkongi Nemzetközi Iskolába járt. 12 éves korában családja Sydneybe (Ausztrália) költözött. Középiskolába a Sydney külvárosában lévő Balmoral-i Queenwood lányiskolába járt.
19 éves korában Los Angelesbe költözött, és 2015 óta New York Cityben él.

## Filmográfia

### Filmek
| Év   | Magyar cím                     | Eredeti cím              | Szerep                           | Magyar hang       | Rendező            | Megjegyzés                |
| ---- | ------------------------------ | ------------------------ | -------------------------------- | ----------------- | ------------------ | ------------------------- |
| 2019 |                                | To the Stars             | Hazel Atkins                     |                   | Martha Stephens    |                           |
| 2018 |                                | The Caretaker            | Sara                             | –                 | Jacob Wasserman    | rövidfilm                 |
| 2017 |                                | Rabbit                   | Maude Ashton / Cleo              |                   | Luke Shanahan      |                           |
| 2015 |                                | The Automatic Hate       | Alexis Green / Josh lánya        |                   | Justin Lerner      |                           |
| 2015 |                                | The World Made Straight  | Lori                             |                   | Ron Rash           |                           |
| 2013 | A nagy Gatsby                  | The Great Gatsby         | Catherine                        | Szinetár Dóra     | Baz Luhrmann       |                           |
| 2013 | Silent Hill – Kinyilatkoztatás | Silent Hill: Revelation  | Heather Mason / Alessa Gillespie | Nemes Takách Kata | Michael J. Bassett | főszerep és kettős szerep |
| 2012 | Fordul a kocka                 | No One Lives             | Emma Ward                        |                   | Ryuhei Kitamura    |                           |
| 2012 | Tétova nemzedék                | Generation Um...         | Mia                              | Vadász Bea        | Mark L Mann        |                           |
| 2012 | Camilla Dickinson              | Camilla Dickinson        | Camilla Dickinson                |                   | Madeleine L'Engle  | főszerep                  |
| 2011 |                                | Certainty                | Deb Catalano                     |                   | Peter Askin        |                           |
| 2011 | Vámpír                         | Vampire                  | Ladybird                         |                   | Shunji Iwai        |                           |
| 2010 | Kíméletlenek                   | Wasted on the Young      | Xandrie                          | Vadász Bea        | Ben C. Lucas       |                           |
| 2010 |                                | At the Tattooist         | Kelly                            | –                 | Sophie Miller      | rövidfilm                 |
| 2009 | X-Men kezdetek: Farkas         | X-Men Origins: Wolverine | Karneválos lány                  |                   | Gavin Hood         |                           |

### Televíziós sorozatok
| Év      | Cím                           | Eredeti cím                               | Szerep                 | Megjegyzés                |
| ------- | ----------------------------- | ----------------------------------------- | ---------------------- | ------------------------- |
| 2019    | Tommy                         | Tommy                                     | Blake                  | főszerep                  |
| 2018    | Voltron: A legendás védelmező | Voltron: Legendary Defender               | Merla                  | 8 szezon                  |
| 2014    |                               | Parer's War                               | Elizabeth Marie Cotter | TV film                   |
| 2013-16 |                               | Rectify                                   | Tawney Talbot          | főszerep                  |
| 2012    | Az utolsó angol úriember      | Parade's End                              | Valentine Wannop       | minisorozat               |
| 2010    | Hazudj, ha tudsz!             | Lie to Me                                 | Megan Cross            | Epizód: "The Royal We"    |
| 2010    | The Pacific – A hős alakulat  | The Pacific                               | Hivatalvezető lány     | Epizód: "Home"            |
| 2009    | Szentek kórháza               | All Saints                                | Stephanie              | Epizód: "Give and Take 2" |
| 2008    |                               | Dream Life                                | Rose                   | TV film                   |
| 2008    |                               | Out of the Blue                           | Fiona                  | Epizód 1.37               |
| 2007    |                               | Love My Way                               | Harper                 | 8 epizód                  |
| 2007    |                               | Pirate Islands: The Lost Treasure of Fiji | Alison                 | 13 epizód                 |
| 2006    | Szörfsuli                     | Blue Water High                           | Juliet                 | Epizód 2.5                |